# Liste der Einträge im National Register of Historic Places im Jackson County (Colorado)

Lage des Jackson County in Colorado

Die Liste der Einträge im National Register of Historic Places im Jackson County in Colorado führt die Bauwerke und historischen Stätten im Jackson County auf, die in das National Register of Historic Places aufgenommen wurden.
Legende
| NRHP | Historic Place             |
| HD   | Historic District          |
| NHL  | National Historic Landmark |

| [ 2 ] | Name                   | Bild             | Eintragsdatum                 | Lage                                                                            | Ort    | Beschreibung |
| ----- | ---------------------- | ---------------- | ----------------------------- | ------------------------------------------------------------------------------- | ------ | ------------ |
| 1     | Hog Park Guard Station |                  | 25. Sep. 2003 ID-Nr. 03000960 | Routt National Forest 40° 59′ 56″ N, 106° 48′ 50″ W                             | Cowdry |              |
| 2     | Lake Agnes Cabin       | Lake Agnes Cabin | 26. Sep. 2007 ID-Nr. 07000998 | 2,5 Meilen vom State Highway 14, Nähe Cameron Pass 40° 29′ 24″ N, 105° 54′ 8″ W | Gould  |              |